# Apátkút-völgyi-barlang
Az Apátkút-völgyi-barlang egy nem létező barlang a Visegrádi-hegységben. Andezit és andezittufa határán alakult ki. Felfedezése az 1930-as években történt. Az 1990-es években történt keresésekor nem találták meg. Jelenleg a hegység negyedik leghosszabb barlangja lenne.

## Leírás
Visegrád központjától délre, az Apát-kúti-völgyben lévő lerobbantott Ördögmalom-vízesés utáni kőfejtő felett, az Apátkúti-patak bal partján, 70 méter relatív magasságban volt a barlang bejárata. A régi turistatérképek jelölték bejáratának a helyét. A fél méter magas, boltozatos bejárata egy szűk, körülbelül 40 méter hosszúságú csőszerű járatba, egy rókalyukba vezetett. A csatornaszerű járat hason csúszva volt járható. Andezit és andezittufa határán a víz eróziója hozta létre, majd a bejáratát mesterségesen tágították. Jelenleg a hegység negyedik leghosszabb barlangja lenne a Bölcső-hegyi-barlang, a Disznós-árki-barlang és a Vasas-szakadéki 1. sz. barlang után.
Előfordul a barlang az irodalmában Apátkuti rókalyuk (Kadić 1952), Apátkut-völgyi-barlang (Bertalan, Schőnviszky 1973–1974), Apátkutvölgyi barlang (Bertalan 1958), Apát-kut-völgyi-barlang (Eszterhás 1993), Apátkúti-rókalyuk (Kordos 1984), Apát-kúti-rókalyuk (Eszterhás 1989), Apátkúti rókalyuk (Bertalan 1976), Apátkúti-völgyi-barlang (Dénes 1991), Apátkútvölgyi barlang (Schőnviszky 1937) és Apát-kút-völgyi-barlang (Eszterhás 1989) neveken is. 1967-ben volt először Apátkút-völgyi-barlangnak nevezve a barlang az irodalmában, a Pilis útikalauz című könyvben, amelynek barlangokról szóló részét Dénes György írta.

## Kutatástörténet

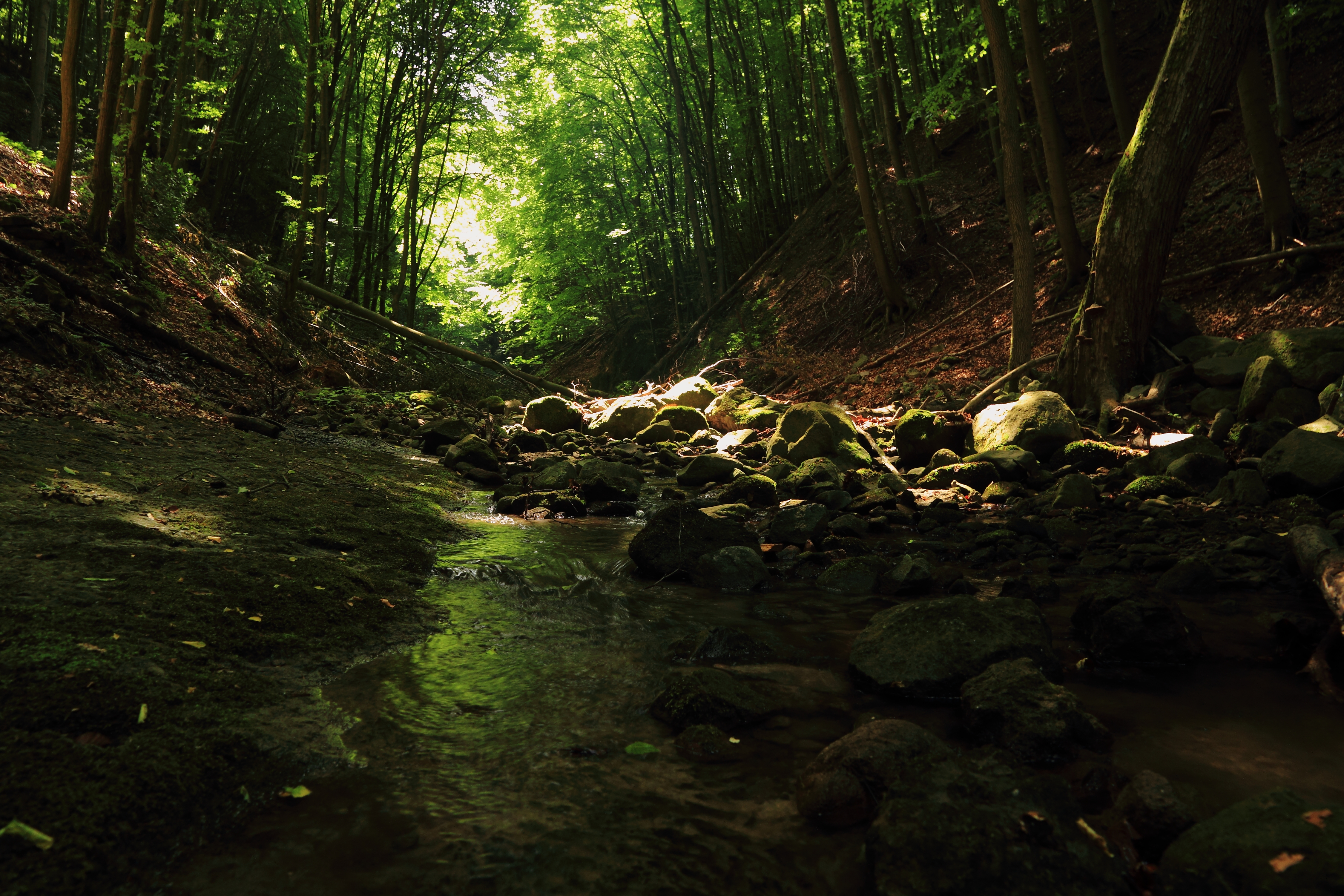
Az Apátkúti-patak Visegrád közeli része nyáron

A barlangot Kessler Hubert fedezte fel. Először, 1937-ben Schőnviszky László írta le a Pilis hegység és a Visegrádi-hegység barlangjai között található Apátkútvölgyi barlangot. A tanulmány szerint a barlang bejárata 0,5 m magas, a barlang 40 m hosszú. Andezit és andezittufa határán keletkezett az üreg a víz eróziós munkája következtében. Akkoriban a két hegységet általánosan Pilisnek nevezték. A Kadić Ottokár által 1952-ben írt kéziratban le van írva a Visegrádon található barlang Apátkuti rókalyuk néven, Schőnviszky László tanulmányának felhasználásával. Az 1956-ban megjelent, Barlang-e a Saskövi-barlang? című publikációban Schőnviszky László említette a barlang neve nélkül az Apátkút-völgyi-barlangot. A barlang, ugyanúgy mint a Sas-kövi-barlang, andezitben jött létre. Kessler Hubert tárta fel az Apátkút-völgyi-barlangot, amelyet Kessler Hubert szerint főleg a víz eróziója alakított ki.
Az 1958. évi Karszt- és Barlangkutatási Tájékoztatóban Bertalan Károly írta le az üreget Schőnviszky László leírása alapján, két irodalmi hivatkozással, Apátkutvölgyi barlang néven. A leírásban Bertalan Károly megkérdőjelezte a barlang eróziós eredetét. Az 1967-ben kiadott Pilis útikalauzban, amelynek barlangokról szóló részét Dénes György írta, a Visegrádi-hegység barlangjai között van leírva Apátkút-völgyi-barlang néven az 1937-es tanulmány alapján, de szerinte kialakulása a víz mállasztó munkájának következménye. Az 1973–1974. évi Karszt- és Barlangkutatásban megjelent Bibliographia spelaeologica hungarica barlangnévmutatójában szerepel a Pilis hegységben lévő barlang Apátkut-völgyi-barlang néven. A barlangnévmutatóban meg van említve 1 publikáció, amely foglalkozik a barlanggal.

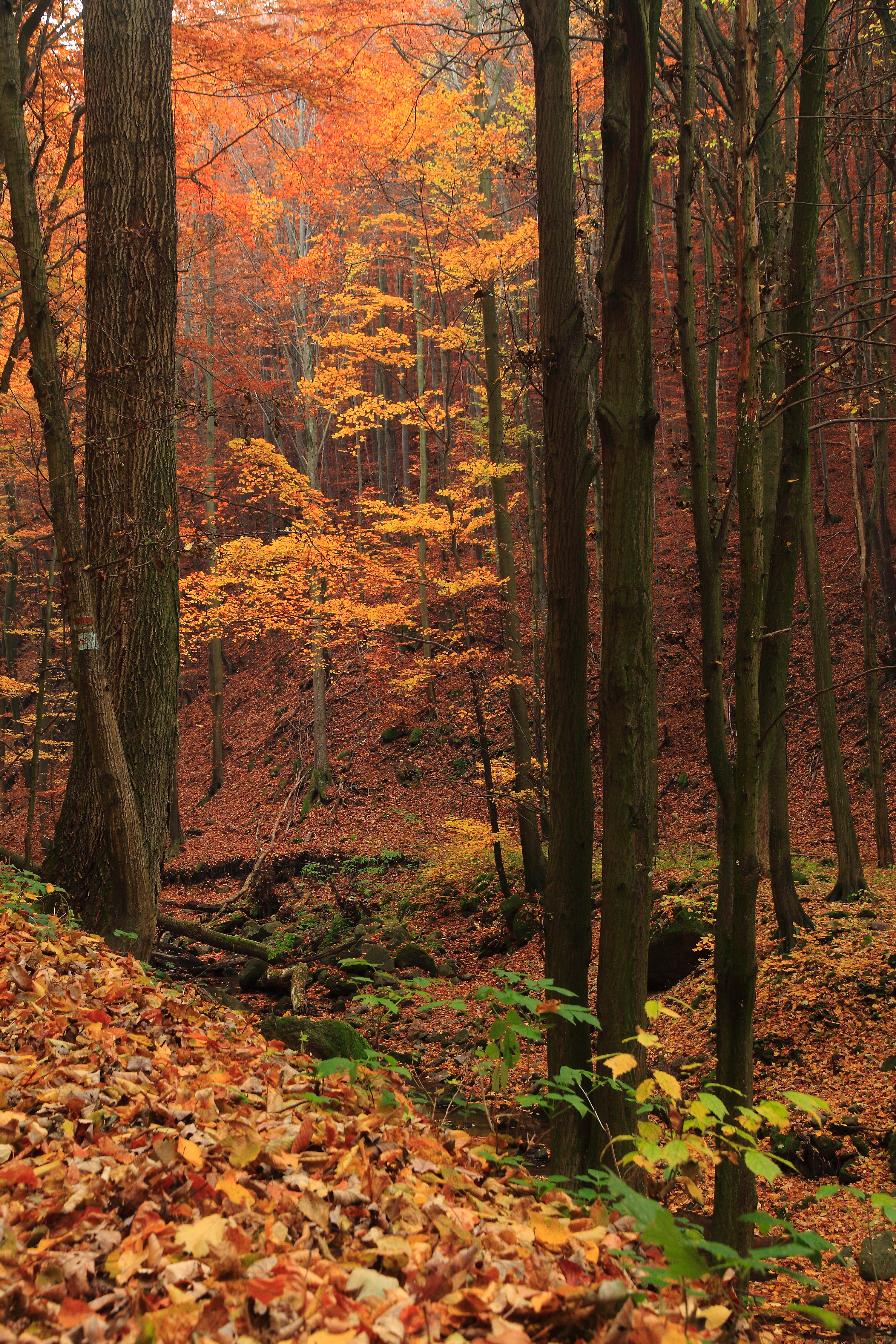
Jellegzetes őszi hangulat az Apátkúti-völgyben az Apátkúti-patakkal (Visegrádi-hegység, Pest megye)

Az 1974-ben napvilágot látott, Pilis útikalauz című könyvben, a Pilis hegység és a Visegrádi-hegység barlangjainak jegyzékében (19–20. old.) meg van említve, hogy a Pilis hegység és a Visegrádi-hegység barlangjai között van az Apátkút-völgyi-barlang. A Visegrádi-hegység barlangjait leíró rész Apátkút-völgyi-barlangról szóló leírása megegyezik az 1967-ben kiadott útikalauz Apátkút-völgyi-barlangot bemutató leírásával. Az 1976-ban befejezett, Magyarország barlangleltára című kéziratában Bertalan Károly 2 irodalmi mű alapján írta le Apátkútvölgyi barlang néven és ekkor szerepelt a barlang irodalmában először az Apátkúti rókalyuk név. A Visegrádi-hegységben és a Pilis hegységben, Visegrádon, az Apátkúti-völgyben, a lerobbantott Ördögmalom-vízesés után következő kőfejtő fölött, a patak bal oldalán, 70 m magasan van a 0,5 m magas és boltozatos bejárata. A barlang kőzethatáron létrejött szűk rókalyuk és 40 m hosszú. Mesterséges tágítás nyomai láthatók benne.
Az 1984-ben megjelent, Magyarország barlangjai című könyv országos barlanglistájában szerepel a barlang Apátkút-völgyi-barlang néven Apátkúti-rókalyuk névváltozattal a Szentendre–Visegrádi-hegység barlangjai között. A listához kapcsolódóan látható a Dunazug-hegység barlangjainak földrajzi elhelyezkedését bemutató 1:500 000-es méretarányú térképen a barlang földrajzi elhelyezkedése.
Az Eszterhás István által 1989-ben írt, Magyarország nemkarsztos barlangjainak listája című kézirat szerint a Visegrádi-hegységben, a 4900-as barlangkataszteri területen, Szentendrén helyezkedik el az ismeretlen méretű Apát-kút-völgyi-barlang, amelynek Apát-kúti-rókalyuk a névváltozata. A barlang andezitben és andezittufában jött létre. Szentendre nem karsztkőzetben keletkezett 3 barlangja közül az egyik, illetve a Visegrádi-hegység nem karsztkőzetben keletkezett 16 barlangjának egyike. A listában meg van említve az a Magyarországon, nem karsztkőzetben kialakult, létrehozott 220 objektum (203 barlang és 17 mesterséges üreg), amelyek 1989. év végéig váltak ismertté. Magyarországon 19 barlang keletkezett andezitben, 7 pedig andezittufában. Az összeállítás szerint Kordos László 1984-ben kiadott barlanglistájában fel van sorolva 119 olyan barlang is, amelyek nem karsztkőzetben jöttek létre.
A Kárpát József által 1991-ben írt összeállításban meg van említve, hogy az Apátkút-völgyi-barlang (Visegrád) 40 m hosszú és nincs mélysége. Az 1991-ben kiadott A Pilis és a Visegrádi-hegység című könyvbe Dénes György Apátkúti-völgyi-barlang néven írta le. A leírás körülbelül megegyezik az 1967-ben általa leírtakkal, de ekkor már szerinte nem biztos, hogy létrejötte a víz mállasztó munkájának következménye. A Visegrádi-hegység barlangjai című, a Troglonauta Barlangkutató Csoport 1993. évi jelentésében közzétett összefoglaló ismerteti három irodalmi hivatkozás alapján, de nem jártak a körülbelül 40 méter hosszúnak leírt barlangban.
Az Eszterhás István által írt, Magyarország nemkarsztos barlangjainak lajstroma című kéziratban meg van említve, hogy a Visegrádi-hegységben, a 4900-as barlangkataszteri területen, Szentendrén helyezkedik el az Apát-kut-völgyi-barlang. A barlang a Visegrádi-hegység nem karsztkőzetben kialakult 38 objektumának (33 barlang és 5 mesterséges üreg) egyike. Az andezitben és andezittufában keletkezett barlang 40 m hosszú és 0,5 m magas. A felsorolás szerint Szentendre két barlangja közül az egyik. Az összeállításban fel van sorolva az a Magyarországon, nem karsztkőzetben kialakult, létrehozott 520 objektum (478 barlang és 42 mesterséges üreg), amelyek 1993 végéig ismertté váltak. Magyarországon 178 barlang, illetve mesterségesen létrehozott, barlangnak nevezett üreg alakult ki, lett kialakítva andezitben, 8 pedig andezittufában.
Az 1994-ben megjelent, Lychnis. Szemelvények a vulkáni kőzetekben keletkezett barlangok kutatásáról című kiadvány szerint a Magyarországon lévő olyan barlangok között, amelyek vulkanikus kőzetben jöttek létre, az 1994. nyári állapot alapján a 12. leghosszabb az Apát-kut-völgyi-barlang (Szentendre). A barlang andezitben és andezittufában alakult ki, 40 m hosszú és 1 m magas. Magyarországon 489, a Visegrádi-hegységben pedig 33 barlang található nem karsztkőzetben. Magyarországon 178 barlang alakult ki andezitben, 8 pedig andezittufában.

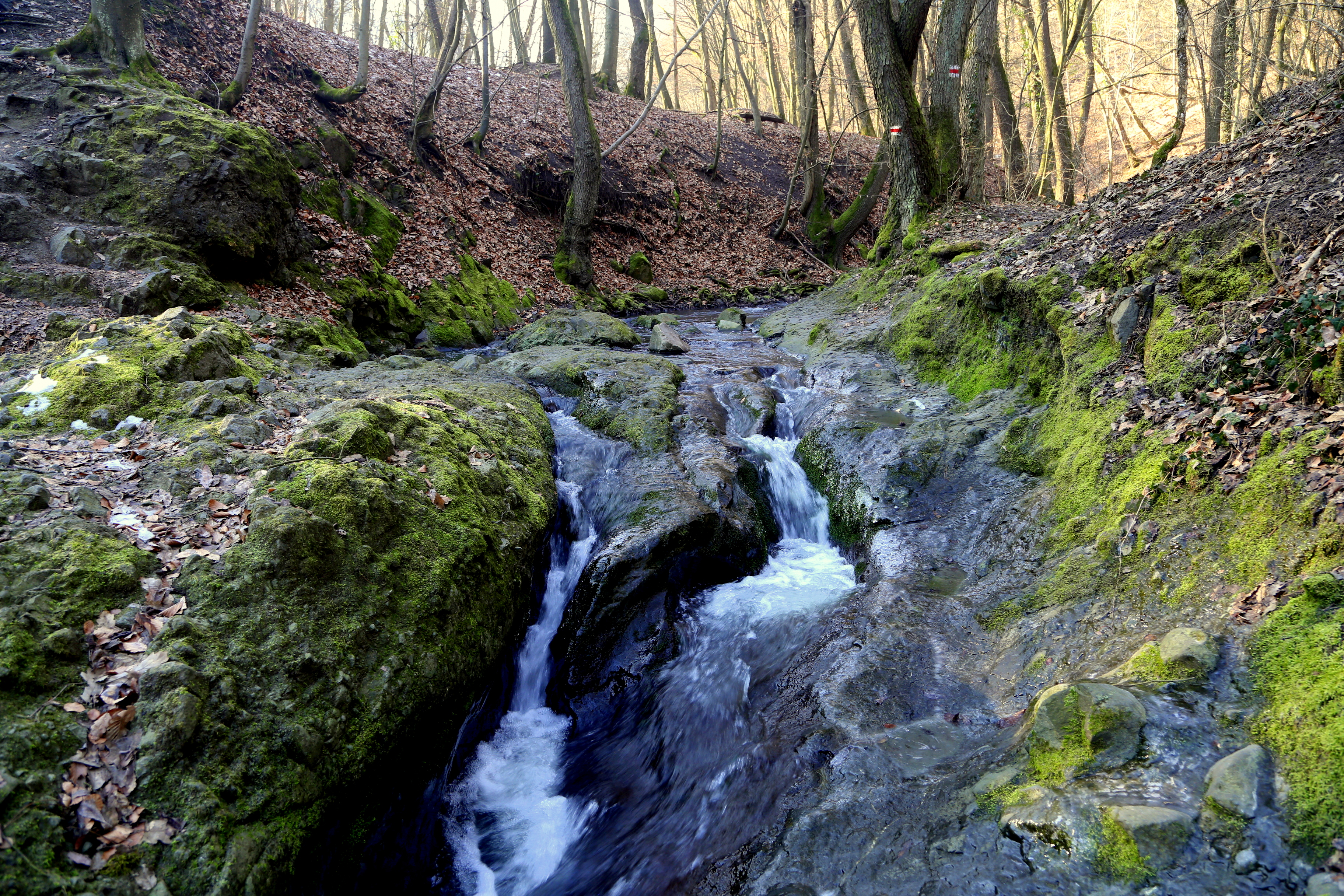
Visegrád, Apátkúti-völgy, Ördögmalom-vízesés

Az 1995-ben írt, Pseudokarstische Höhlen in Ungarn című összeállítás szerint, amelyet Eszterhás István írt és az 1995. végi helyzetet tükrözi, Magyarország 12. leghosszabb pszeudokarsztbarlangja a 40 m hosszú és 1 m magas Apátkút-völgyi-barlang (Szentendre), amely andezittufában jött létre. 1996-ban Eszterhás Istvánék próbálták megtalálni a térkép által jelzett helyen, de nem jártak sikerrel. A jelzett környéken, körülbelül 10 méterrel a patak szintje felett csupán egy 3×1,8 méteres kőkunyhót találtak, egy kis mesterséges katlanban. Az MKBT Vulkánszpeleológiai Kollektívájának Évkönyve 1996 című kézirat szerint Visegrádon található, mesterséges és fél méter magas. Az évkönyvben le van írva Schőnviszky László tanulmánya alapján, de az ismertetés szerint a hosszúsága körülbelül 40 méter. 1996. október 31-én Magyarország 15. és a Visegrádi-hegység harmadik leghosszabb pszeudokarsztbarlangja volt. Magyarországon ekkor 661, a Visegrádi-hegységben 55 pszeudokarsztbarlang volt ismert. 1997. július 6-án a XIII. Vulkánszpeleológiai Tábor során keresték a barlangot eredménytelenül, mert valószínűleg beomlott a barlang bejárata.
A 2001. november 12-én készült, Magyarország nemkarsztos barlangjainak irodalomjegyzéke című kézirat barlangnévmutatójában szerepel az Apátkút-völgyi-barlang (Apátkúti-rókalyuk). A barlangnévmutatóban fel van sorolva 14 irodalmi mű, amelyek foglalkoznak a barlanggal. A 2014. évi Karsztfejlődésben megjelent tanulmányban az olvasható, hogy a Visegrádi-hegység 5. leghosszabb barlangja a kb. 40 m hosszú és 0,5 m magas Apátkút-völgyi-barlang. Sok tektonikus barlang és tektonikailag előre jelzett barlang ismert a hegységben, pl. az Apátkút-völgyi-barlang. A Visegrádi-hegység 101 barlangjának egyike a Visegrádon található barlang. A publikációhoz mellékelt, a Visegrádi-hegység 10 m-nél hosszabb barlangjainak elhelyezkedését bemutató ábrán látható a barlang földrajzi elhelyezkedése. A helyszínrajzot Eszterhás István szerkesztette.

## További irodalom
- Eszterhás István: Vulkánszpeleológia. A Magyar Karszt- és Barlangkutató Társulat tanfolyami jegyzete. Budapest, 1994. 49 old.
- Eszterhás István: Pseudokarstische Höhlen in Ungarn. Proceedings of 6th International Symposium on Pseudokarst. Galyatető, 1997. 163–165. old.

## További információ
- A Visegrádi-hegység nemkarsztos barlangjai